# Olympiateatern
Olympiateatern är en teater på Västmannagatan 56 vid Odenplan i Stockholm. 
Teatern öppnade i november 2012 sedan de nya ägarna tagit över efter Odenteatern, och var även namnet på Operett-teatern under en period i början av 1900-talet.
Teatern är även hemmateater för den svenskfinska teatern UusiTeatteri.